# Segunda Divisão (Mosambik)
Die Segunda Divisão, seit 1986 eingeführt, ist die zweithöchste Spielklasse im mosambikanischen Männerfußball und wird von der mosambikanischen Fußballföderation organisiert. Der Wettbewerb gliedert sich in zwei Stufen: In der ersten Phase werden die Champions der provinziellen Verbandsturniere ermittelt, die dann in einer zweiten Phase um den Aufstieg in die Moçambola kämpfen. Die Segunda Divisão ist in drei Ligen unterteilt (Zona Sul, Zona Centro und Zona Norte), die den verschiedenen Regionalverbänden entsprechen. Jede dieser Ligen ist ihrerseits in zwei Gruppen aufgeteilt, deren Sieger im Finale den Gesamtsieger ermitteln. Das siegreiche Team steigt in die Moçambola auf, die höchste Spielklasse des Landes. Insgesamt steigen drei Zweitligisten auf, jeweils eines aus jeder der drei Gruppen.

## Zone Sul 2023
Insgesamt zehn Mannschaften können sich für die Liga der Südzone qualifizieren und werden anschließend in zwei Gruppen verteilt. In der Zona Sul nehmen nur Mannschaften aus den folgenden Provinzen teil: Maputo (Provinz und Hauptstadt), Gaza und Inhambane.

### Teilnehmer und Zusammensetzung der Gruppen 2023
| Qualifiziert               | Provinz        | Gruppe |
| -------------------------- | -------------- | ------ |
| CD Estrela Vermelha        | Maputo Stadt   | B      |
| Primeiro de Maio Maputo    | Maputo Stadt   | B      |
| Liga Desportiva de Maputo  | Maputo Stadt   | A      |
| Brera Tchumene FC          | Provinz Maputo | A      |
| Desportivo de Matola       | Provinz Maputo | B      |
| Ferroviário Gaza           | Gaza           | B      |
| Clube de Gaza              | Gaza           | A      |
| FC de Homoine              | Inhambane      | A      |
| Billa Shopping de Massinga | Inhambane      | [ 8 ]  |
| UD de Zavala               | Inhambane      | B      |

### Gruppe A
| Pl. | Team                      | Pkt. | S | U | N | Tore | GT |
| --- | ------------------------- | ---- | - | - | - | ---- | -- |
| 1   | Brera Tchumene FC         | 18   | 6 | 0 | 0 | 18   | 5  |
| 2   | Clube de Gaza             | 8    | 2 | 2 | 2 | 10   | 7  |
| 3   | Liga Desportiva de Maputo | 8    | 2 | 2 | 2 | 10   | 8  |
| 4   | FC de Homoine             | 0    | 0 | 0 | 6 | 6    | 24 |

### Gruppe B
| Pl. | Team                 | Pkt | S | U | N | Tore | GT |
| --- | -------------------- | --- | - | - | - | ---- | -- |
| 1   | Desportivo da Matola | 13  | 4 | 1 | 1 | 7    | 4  |
| 2   | UD de Zavala         | 9   | 3 | 0 | 3 | 5    | 11 |
| 3   | CD Estrela Vermelha  | 8   | 2 | 2 | 2 | 11   | 5  |
| 4   | Ferroviário Gaza     | 3   | 0 | 3 | 3 | 2    | 5  |

### Finale – Zona Sul
| Sieger Gruppe A   |     | Sieger Gruppe B      |
| ----------------- | --- | -------------------- |
| Brera Tchumene FC | 1:0 | Desportivo da Matola |
| Quelle:           |     |                      |

## Zona Centro 2023
Insgesamt acht Mannschaften können sich für die Liga der Zentrumszone qualifizieren und werden anschließend in zwei Gruppen aufgeteilt. In der Zona Centro nehmen nur Mannschaften aus den folgenden Provinzen teil: Sofala, Manica, Tete und Zambezia.

### Teilnehmer und Zusammensetzung der Gruppen 2023
| Qualifiziert              | Provinz  | Gruppe |
| ------------------------- | -------- | ------ |
| Liga Desportiva de Sofala | Sofala   | B      |
| FC da Beira               | Sofala   | A      |
| Textáfrica do Chimoio     | Manica   | A      |
| Mini Mundo de Inchope     | Manica   | B      |
| CD Chingale               | Tete     | A      |
| FC Bagamoio de Moatize    | Tete     | B      |
| Matchedje de Mocuba       | Zambezia | B      |
| So Proteccao de Quelimane | Zambezia | [ 16 ] |

### Gruppe A
| Pl. | Team                  | Pkt | S | U | N | Tore | GT |
| --- | --------------------- | --- | - | - | - | ---- | -- |
| 1   | Textáfrica do Chimoio | 7   | 2 | 1 | 1 | 6    | 4  |
| 2   | FC da Beira           | 6   | 2 | 0 | 2 | 3    | 7  |
| 3   | CD Chingale           | 4   | 1 | 1 | 2 | 7    | 5  |

### Gruppe B
| Pl. | Team                      | Pkt | S | U | N | Tore | GT |
| --- | ------------------------- | --- | - | - | - | ---- | -- |
| 1   | Liga Desportiva de Sofala | 14  | 4 | 2 | 0 | 11   | 2  |
| 2   | Matchedje de Mocuba       | 11  | 3 | 2 | 1 | 13   | 5  |
| 3   | Mini Mundo de Inchope     | 5   | 1 | 2 | 3 | 6    | 14 |
| 4   | FC Bagamoio de Moatize    | 3   | 1 | 0 | 5 | 4    | 13 |

### Finale – Zona Centro
| Sieger Gruppe A       |     | Sieger Gruppe B           |
| --------------------- | --- | ------------------------- |
| Textáfrica do Chimoio | ?:? | Liga Desportiva de Sofala |

## Zone Norte 2023
Insgesamt können sich sechs Mannschaften für die Liga der Nordzone qualifizieren und werden anschließend in zwei Gruppen aufgeteilt. In der Zona Norte nehmen nur Mannschaften aus den folgenden Provinzen teil: Nampula, Niassa, Cabo Delgado.

### Teilnehmer und Zusammensetzung der Gruppen 2023
| Qualifiziert                      | Provinz      | Gruppe |
| --------------------------------- | ------------ | ------ |
| Desportivo de Nacala              | Nampula      | B      |
| Sporting de Angoche               | Nampula      | A      |
| Ferroviário Pemba                 | Cabo Delgado | B      |
| CD Nacala                         | Cabo Delgado | A      |
| Universidade Pedagogica de Niassa | Niassa       | A      |
| Aguias Especiais de Lichinga      | Niassa       | B      |

### Gruppe A
| Pl. | Team                              | Pkt | S | U | N | Tore | GT |
| --- | --------------------------------- | --- | - | - | - | ---- | -- |
| 1   | Clube Desportivo de Pemba         | 10  | 3 | 1 | 0 | 7    | 3  |
| 2   | Universidade Pedagogica de Niassa | 5   | 1 | 2 | 1 | 5    | 4  |
| 3   | Sporting de Angoche               | 1   | 0 | 1 | 3 | 3    | 8  |

### Gruppe B
| Pl. | Team                         | Pkt | S | U | N | Tore | GT |
| --- | ---------------------------- | --- | - | - | - | ---- | -- |
| 1   | Clube Desportivo de Nacala   | 10  | 3 | 1 | 0 | 13   | 5  |
| 2   | Ferroviário Pemba            | 5   | 1 | 2 | 1 | 9    | 8  |
| 3   | Aguias Especiais de Lichinga | 1   | 0 | 1 | 3 | 4    | 13 |

### Finale – Zone Norte
| Sieger Gruppe A           |     | Sieger Gruppe B            |
| ------------------------- | --- | -------------------------- |
| Clube Desportivo de Pemba | 0:1 | Clube Desportivo de Nacala |
| Quelle:                   |     |                            |

## Aufsteiger 2023
Folgende drei Zweitligisten steigen 2024 in die Moçambola auf:
- Brera de Tchumene – Zona Sul
- Textáfrica do Chimoio – Zona Centro
- CD Nacala – Zona Norte

## Zona Sul – Siegerliste
| Jahr    | Liga              | Gewinner                                  |
| ------- | ----------------- | ----------------------------------------- |
| 2023    | Zona Sul II       | Brera Tchumene FC                         |
| 2022    | Zona Sul II       | Matchedje Maputo                          |
| 2019    | Liga de Honra Sul | Associação Black Bulls                    |
| 2018    | Liga de Honra Sul | Desportivo Maputo                         |
| 2017    | Liga de Honra Sul | Incomati de Xinavane                      |
| 2016    | Liga de Honra Sul | Associação Desportiva de Macuácua         |
| 2015    | Zona Sul          | CD Estrela Vermelha                       |
| 2014    | Zona Sul          | AD Vilanculo                              |
| 2013    | Zona Sul          | Desportivo Maputo                         |
| 2012    | Zona Sul          | Matchedje Maputo                          |
| 2011    | Zona Sul          | FC Chibuto                                |
| 2010    | Zona Sul          | Incomáti de Xinavane                      |
| 2009    | Zona Sul          | AD Vilanculo                              |
| 2008    | Liga de Honra Sul | Matchedje Maputo                          |
| 2007    | Liga de Honra Sul | Atlético Muçulmano                        |
| 2006    | Liga de Honra Sul | Liga Desportiva de Maputo                 |
| 2005    | Liga de Honra Sul | CD Estrela Vermelha                       |
| 2004    | Liga de Honra Sul | Académica Maputo                          |
| 2003    | Zona Sul          | Desportivo da Matola                      |
| 2002    | Zona Sul          | Wan Pone Inhassoro                        |
| 2001    | Zona Sul          | Migracao de Namacha                       |
| 2000    | Zona Sul          | CD Estrela Vermelha                       |
| 1999    | Play-offs         | Desportivo Maputo, Matchedje Maputo       |
| 1989    | -                 | CD Estrela Vermelha                       |
| 1988    | -                 | Texlom Matola                             |
| 1984    | -                 | Matchedje Maputo                          |
| 1983    | -                 | Clube de Desportos da Costa do Sol        |
| 1982    | -                 | Incomati Xinavane, Nova Alianca de Maxixe |
| 2006    | -                 | CD Estrela Vermelha                       |
| Quelle: |                   |                                           |

### Provinzen
| Provinz        | Anzahl |
| -------------- | ------ |
| Maputo Stadt   | 16     |
| Provinz Maputo | 8      |
| Inhambane      | 4      |
| Provinz Gaza   | 2      |

## Zona Centro – Siegerliste
| Jahr | Liga                 | Gewinner                                       |
| ---- | -------------------- | ---------------------------------------------- |
| 2023 | Zona Centro II       | Textáfrica do Chimoio                          |
| 2022 | Zona Centro II       | Ferroviário Quelimane                          |
| 2019 | Liga de Honra Centro | Matchedje de Mocuba                            |
| 2018 | Liga de Honra Centro | Grupo Desportivo da Companhia Têxtil do Punguè |
| 2017 | Liga de Honra Centro | Univ. Pedagogica Chimoio                       |
| 2016 | Liga de Honra Centro | Textáfrica do Chimoio                          |
| 2015 | Liga de Honra Centro | CD Chingale                                    |
| 2014 | Zona Centro          | Primeiro de Maio Quelimane                     |
| 2013 | Zona Centro          | Ferroviário Quelimane                          |
| 2012 | Zona Centro          | Estrela Vermelha                               |
| 2011 | Zona Centro          | Grupo Desportivo da Companhia Têxtil do Punguè |
| 2010 | Zona Centro          | CD Chingale                                    |
| 2009 | Zona Centro          | Sporting da Beira                              |
| 2008 | Liga de Honra Centro | UD Songo                                       |
| 2007 | Liga de Honra Centro | Textáfrica do Chimoio                          |
| 2006 | Liga de Honra Centro | Benfica de Macuti                              |
| 2005 | Liga de Honra Centro | Benfica de Quelimane                           |
| 2004 | Liga de Honra Centro | CD Chingale                                    |
| 2003 | Zona Centro          | Textáfrica do Chimoio                          |
| 2002 | Zona Centro          | Grupo Desportivo da Companhia Têxtil do Punguè |
| 2001 | Zona Centro          | Ferroviário Quelimane                          |
| 2000 | Zona Centro          | Grupo Desportivo da Companhia Têxtil do Punguè |
| 1999 | Play-offs            | Ferroviário Beira, Textáfrica do Chimoio       |
| 1989 | -                    | Estrela Vermelha de Quelimane                  |
| 1988 | -                    | Textáfrica do Chimoio                          |
| 1984 | -                    | Grupo Desportivo da Companhia Têxtil do Punguè |
| 1983 | -                    | Desportivo da Beira                            |
| 1982 | -                    | Ferroviário Beira                              |

### Provinzen
| Provinz  | Anzahl |
| -------- | ------ |
| Sofala   | 11     |
| Manica   | 7      |
| Zambezia | 7      |
| Tete     | 4      |

## Zona Norte – Siegerliste
| Jahr | Liga                | Gewinner                                      |
| ---- | ------------------- | --------------------------------------------- |
| 2023 | Zona Norte II       | CD Nacala                                     |
| 2022 | Zona Norte II       | Baía de Pemba FC                              |
| 2019 | Liga de Honra Norte | Ferroviário Lichinga                          |
| 2018 | Liga de Honra Norte | Baía de Pemba FC                              |
| 2017 | Liga de Honra Norte | Sporting de Nampula                           |
| 2016 | Liga de Honra Norte | Univ. Pedagogica de Lichinga                  |
| 2015 | Zona Norte          | Associação Desportivo de Niassa               |
| 2014 | Zona Norte          | Ferroviario de Nacala                         |
| 2013 | Zona Norte          | Ferroviário Pemba                             |
| 2012 | Zona Norte          | Desportivo de Nacala                          |
| 2011 | Zona Norte          | Ferroviário Pemba                             |
| 2010 | Zona Norte          | Ferroviário Nampula                           |
| 2009 | Zona Norte          | Ferroviário Pemba                             |
| 2008 | Liga de Honra Norte | Ferroviario de Nacala                         |
| 2007 | Liga de Honra Norte | Ferroviário Pemba                             |
| 2006 | Liga de Honra Norte | FC Lichinga                                   |
| 2005 | Liga de Honra Norte | Sporting de Nampula                           |
| 2004 | Liga de Honra Norte | Ferroviario de Nacala                         |
| 2003 | Zona Norte          | Ferroviário Pemba                             |
| 2002 | Zona Norte          | ECMEP Nampula                                 |
| 2001 | Zona Norte          | FC Lichinga                                   |
| 2000 | Zona Norte          | Benfica de Nampula                            |
| 1999 | Play-offs           | Ferroviário Nampula, Ass. Desportiva de Pemba |
| 1989 | -                   | Muhaivire Nampula                             |
| 1988 | -                   | Ass. Desportiva de Pemba                      |
| 1984 | -                   | Ass. Desportiva de Pemba                      |
| 1983 | -                   | Namutequeliua Nampula                         |
| 1982 | -                   | Ass. Desportiva de Pemba                      |

### Provinzen
| Provinz      | Anzahl |
| ------------ | ------ |
| Nampula      | 13     |
| Cabo Delgado | 11     |
| Niassa       | 5      |